# Лесгафт, Франц Францевич
Франц Францевич Лесгафт (нем. Franz Karl Eduard Lesshaft; 1833—1884) — российский химик, технолог, переводчик. Состоял непременным членом Императорского Русского технического общества по 1-му химическому отделу и членом Русского химического общества; брат Петра Лесгафта.

## Биография
Происходил из купеческого сословия. Родился 10 (22) августа 1833 года в семье обрусевшего немца, ювелира, члена Цеха золотых художеств Иоганна Петера Отто Лесгафта и его жены Генриетты Луизы. Учился в Петришуле и как стипендиат от купеческого сословия поступил в Петербургское коммерческое училище, которое окончил в 1852 году с золотой медалью. В 1853 году поступил в Императорский Санкт-Петербургский университет на естественное отделение физико-математического факультета, которое окончил в 1856 году кандидатом естественных наук.
После окончания университета около трёх лет работал в Новгородском имени гр. Аракчеева кадетском корпусе, преподавал химию. С 1860 года он вернулся в Санкт-Петербург, где стал преподавать техническую химию и товароведение в Петербургском коммерческом училище. В 1867 году он начал преподавать химию и в Николаевском инженерном училище. В 1868 году Лесгафт был назначен членом вновь учреждённого в военном министерстве технического комитета главного интендантского управления и в этой должности пробыл до 1883 года. В 1880—1884 годах он преподавал химию и в гимназии Видемана.
Был произведён в действительные статские советники 30 августа 1878 года. Награждён орденами: Св. Станислава 2-й ст. (1870), Св. Владимира 4-й ст. (1872), Св. Анны 2-й ст. (1874).
Умер 16 (28) марта 1884 года. Похоронен на Волковском лютеранском кладбище.

## Научная деятельность
Первым изданным трудом была книга «Товароведение сырых продуктов и мануфактурных изделий», издана в Санкт-Петербурге в 1866 году, переиздана в 1875 году. В том же 1866 году вышел «Перевод курса химии проф. А. Наке, с дополнениями переводчика», переиздан в 1873 году. В 1873 году издаётся твой труд «О питательных средствах вообще и о значении мясного экстракта, как составной части пищи человека (перевод труда проф. Макса фон Петтенкофера)». В этом же году, будучи командирован военным министерством на Венскую всемирную и Лондонскую международную выставки, он составляет обстоятельный отчет о некоторых отделах. В 1874 году — «Воззрения современной химии» (перевод Вейериха). В 1877 году в Санкт-Петербурге издаётся «Курс химической технологии, составленный применительно к программе, утверждённой министром народного просвещения для реальных училищ (популярное изложение явлений переработки сырых материалов)». В 1880 — «О хлебопечении» (перевод Бирнбаума). Позднее под его же редакцией вышел перевод многотомной «Химической технологии» по Боллею.
Также Лесгафт печатал статьи по химии. В частности, в 6 выпуске 1875 года «Записок Императорского Русского Технического Общества» (в приложении) вышла статья «О новостях по кожевенному производству», а 5 выпуске за 1880 год — «О консервах для войск и о Майнцском консервном заводе». Печатался в «Военном Сборнике»: «Производство мясных консервов на заводе в Майнце во время франко-прусской войны 1870—71 гг.» (1872 г., № 5) и «Продовольствие армии в военное время»  (исторический очерк, 1873 г., № 8).